# Arashi (film)
Pour les articles homonymes, voir Arashi (homonymie).
Pour plus de détails, voir Fiche technique et Distribution.
Arashi (嵐, litt. « La Tempête ») est un film japonais de Hiroshi Inagaki sorti en 1956 et présenté à la Berlinale 1957.

## Synopsis
Durant l’ère Taisho, un père de famille tente tant bien que mal d’éduquer seul ses deux jeunes.

## Fiche technique
- Titre original : 嵐 (Arashi?)
- Réalisation : Hiroshi Inagaki
- Scénario : Ryūzō Kikushima, d'après un roman de Tōson Shimazaki
- Musique : Shirō Fukai
- Photographie : Tadashi Iimura
- Montage : Eiji Ōi
- Décors : Takeo Kita (ja) et Hiroshi Ueda
- Production : Hiroshi Inagaki
- Société de production : Tōhō
- Pays de production :  Japon
- Langue originale : japonais
- Format : noir et blanc - 1,37:1 - 35 mm - son mono
- Genre : drame
- Durée : 108 minutes[2]
- Date de sortie :
  - Japon : 24 octobre 1956[2]

## Distribution
- Chishū Ryū : Shinji Mizusawa
- Kinuyo Tanaka : Otoku, ménagère
- Daisuke Katō : Ishii
- Akira Kubo : Saburo Mizusawa
- Izumi Yukimura : Sueko Mizusawa
- Ren Yamamoto : Taro Mizusawa
- Kunio Otsuka : Jiro Mizusawa
- Gen Shimizu : Kitagawa
- Chieko Nakakita : Osaki, servante
- Haruko Togo : Shizue
- Minosuke Yamada : le frère de Shinji
- Ren Imaizumi : Miyaguchi
- Fumito Matsu : Mori
- Akira Tani : Hirotaka
- Yoshio Inaba : le détective de la police politique spéciale

## Distinction
Le film est sélectionné en compétition pour l'Ours d'or lors de la Berlinale 1957.